# Tatankaceratops
Tatankaceratops sacrisonorum
Genre
Espèce
Tatankaceratops est un genre fossile de dinosaures cératopsiens découvert dans la formation géologique de Hell Creek du Dakota du Sud. Ce niveau géologique est daté du Maastrichtien terminal (fin du Crétacé supérieur), il y a environ entre 66 Ma (millions d'années) juste avant l'extinction massive de la fin du Crétacé.
La validité de ce genre est fortement contestée et il est maintenant considéré comme un jeune Triceratops,.
Ce genre n'est connu que par un seul fossile, correspondant à un fragment de crâne.
L'espèce type, Tatankaceratops sacrisonorum, a été brièvement décrite en 2010 par Christopher J. Ott (d) et Peter Lars Larson (d).

## Validité
Dès 2011, Nich Longrich (d) publie un brève réévaluation de Tatankaceratops. Il souligne le mélange sur le crâne de l'animal de caractères adultes et juvéniles. Ces derniers indiqueraient qu'il s'agit plutôt d'un jeune Triceratops. Longrich envisage également que Tatankaceratops puisse être un Triceratops nain ou un Triceratops dont la croissance se serait arrêtée prématurément.
Cet avis est partagé par plusieurs paléontologues, dont Thomas R. Holtz, Jr., qui « soupçonnent fortement » que Tatankaceratops n'est qu'un jeune spécimen de Triceratops.

## Systématique
Le nom valide complet (avec auteur) de ce taxon est Tatankaceratops Ott (d) & Larson (d), 2010.